# Plagiostomula vivipara
Plagiostomula vivipara is een soort in de taxonomische indeling van de platwormen (Platyhelminthes). De worm is tweeslachtig en kan zowel mannelijke als vrouwelijke geslachtscellen produceren. De soort leeft in zeer vochtige omstandigheden. 
De platworm komt uit het geslacht Plagiostomula. Plagiostomula vivipara werd in 1956 beschreven door Westblad.